# Francisco Xavier da Costa Aguiar de Andrada
Pour les articles homonymes, voir Da Costa, Aguiar et Andrada.
Francisco Xavier da Costa Aguiar de Andrada (né à São Paulo en 1822 et mort à Washington le 28 mars 1892) premier et unique baron de Aguiar de Andrada (en portugais barão de Aguiar de Andrada) est un magistrat et un diplomate brésilien. Il a été ambassadeur plénipotentiaire en Uruguay.

## Biographie
Fils de Francisco Xavier da Costa Aguiar de Andrada et de Maria Zelinda de Andrada, il est le frère de la baronne de Penedo. Il se marie avec sa cousine, Jesuína da Costa Aguiar de Andrada.
Il est mort en mission diplomatique à Washington, cherchant à résoudre la question de Palmas.